# Christophe Moreau
Christophe Moreau (* 12. April 1971 in Vervins, Département Aisne) ist ein ehemaliger französischer Radrennfahrer.

## Sportliche Karriere
Bereits mit 17 Jahren wurde er französischer Amateurmeister in der Mannschaftsverfolgung. Bei den UCI-Straßen-Weltmeisterschaften 1994 gewann er mit dem französischen Team die Silbermedaille im Mannschaftszeitfahren.
Seinen ersten Vertrag bei einem internationalen Radsportteam erhielt Moreau 1995 beim Festina-Team. Ein Jahr später fuhr Moreau seine erste Tour de France als Helfer des Gesamtdritten Richard Virenque und wurde Gesamt-75. Ein Jahr später schloss er die 1997 bereits als 19. des Gesamtklassements ab.
Die Tour de France 1998 musste Moreau im Zuge des als Festina-Affäre bekannten Skandals beenden, da die Mannschaft nach der 7. Etappe ausgeschlossen wurde, da systematisches Doping über Jahre hinweg nachgewiesen werden konnte. Der französische Radsportverband sperrte Moreau von Dezember 1998 bis April 1999.
Nach seiner Sperre gelang ihm ein erfolgreiches Comeback: Er wurde 27. bei der Tour de France 1999. Ein Jahr später verpasste er mit einem vierten Platz um eine halbe Minute den Sprung aufs Siegerpodest der Tour de France. Nachdem er 2001 das Critérium du Dauphiné Libéré gewonnen hatte, gewann er bei der Tour de France 2001 den Prolog und war damit erster Träger des Gelben Trikots. Nachdem er dann auf der ersten schweren Bergetappe nach Alpe d’Huez Vierter hinter Lance Armstrong, Jan Ullrich und Beloki wurde, musste Moreau auf der 12. Etappe aufgeben.
Am Ende des Jahres 2001 zog sich das Festina-Team aus dem Radsport zurück, und Moreau wechselte zu Crédit Agricole. Der Start mit der neuen Mannschaft gestaltete sich nicht so gut wie erhofft, denn Moreau konnte auch die Tour de France 2002 nicht beenden: Nach mehreren Stürzen trat er zur 16. Etappe nicht mehr an.
Bei der Tour de France 2003 wurde er Gesamtachter. Außerdem gewann er die Vier Tage von Dünkirchen. Die Tour de France 2004 beendete er als Gesamtzwölfter. Bei den anschließenden Olympischen Sommerspielen 2004 wurde er Elfter im Einzelzeitfahren. Außerdem gewann er die Gesamtwertung der Tour du Languedoc-Roussillon.
Zur Saison 2006 wechselte Christophe Moreau zu der französischen UCI ProTeam ag2r Prévoyance. Dort wurde er 2007 Französischer Straßen-Radmeister und gewann das Critérium du Dauphiné Libéré mit zwei Etappensiegen.
Nach zwei Jahren bei ag2r wechselte Moreau 2008 zum Team Agritubel. Da das Team nicht zur Critériums du Dauphiné Libéré eingeladen wurde, konnte er seinen Gesamtsieg nicht wiederholen. Die Tour de France 2008 gab er nach der 7. Etappe auf, 2009 und 2010 belegte er die Plätze 27 und 20.
Ende der Saison 2010 beendete Christophe Moreau seine Karriere.

## Erfolge
1994
- Weltmeisterschaft – Mannschaftszeitfahren

1995
- Gesamtwertung Trophée Jean de Gribaldy

1996
- Gesamtwertung Chile-Rundfahrt

1998
- Gesamtwertung Critérium International
- zwei Etappen Route du Sud

1999
- Gesamtwertung Tour du Poitou-Charentes
- eine Etappe Route du Sud

2000
- eine Etappe Grand Prix Midi Libre

2001
- Gesamtwertung Critérium du Dauphiné Libéré
- Prolog Tour de France
- Grand Prix Breitling
- Josef Voegeli Memorial

2002
- eine Etappe Vier Tage von Dünkirchen

2003
- Gesamtwertung und zwei Etappen Vier Tage von Dünkirchen

2004
- Gesamtwertung, eine Etappe und Bergwertung Tour du Languedoc-Roussillon

2007
- Gesamtwertung und zwei Etappen Critérium du Dauphiné Libéré
- Französischer Meister – Straßenrennen

## Tour-de-France-Platzierungen
| Grand Tour         | 1996 | 1997 | 1998 | 1999 | 2000 | 2001 | 2002 | 2003 | 2004 | 2005 | 2006 | 2007 | 2008 | 2009 | 2010 |
| ------------------ | ---- | ---- | ---- | ---- | ---- | ---- | ---- | ---- | ---- | ---- | ---- | ---- | ---- | ---- | ---- |
| Tour de FranceTour | 75   | 19   | DNF  | 27   | 4    | DNF  | DNF  | 8    | 12   | 11   | 7    | 37   | DNF  | 27   | 20   |